# 伊唐島
伊唐島（いからじま）は、天草諸島のうち長島列島を構成する島の一つ。鹿児島県出水郡長島町に属する。人口は295人（平成22年現在）。
古来、肥後国に属していたが、戦国時代以降は島津氏の支配を受けて薩摩国出水郡の一部となった。1996年（平成8年）に、伊唐大橋の開通によって車や徒歩による本土との往来が可能となり、交通面での利便性が飛躍的に向上した。
大字鷹巣（たかのす）内の字、伊唐の大部分を占める。字伊唐としては、他に、周辺の目吹島、鍋戸島、小伊唐島の3島も含んでいる。

## 概要

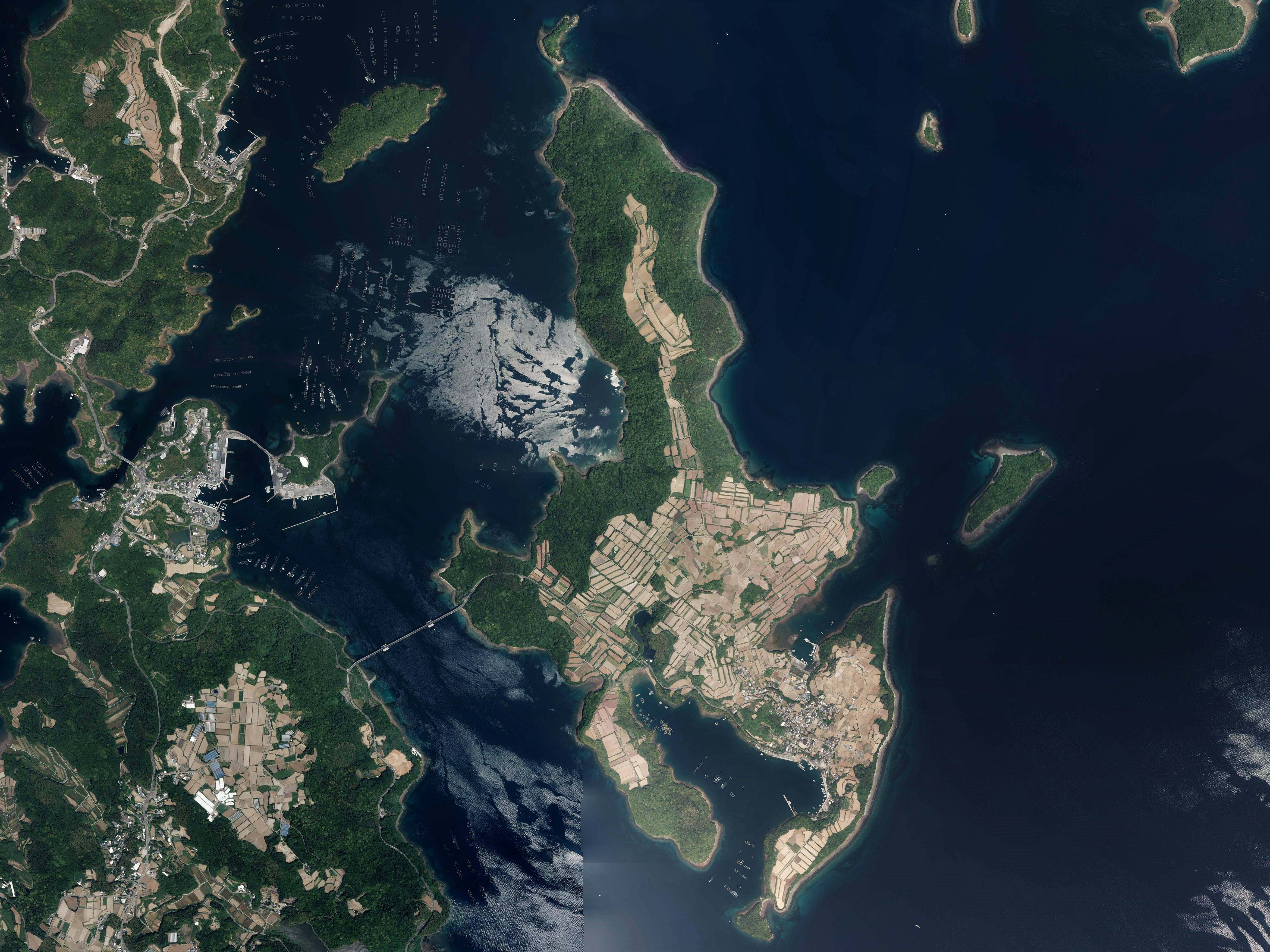
伊唐島の空中写真。
2014年5月11日撮影の6枚を合成作成。

かつては離島振興対策実施地域であったが、1996年（平成8年）の伊唐大橋の開通により、平成10年4月1日をもって指定を解除された（「離島振興対策実施地域の指定解除」平成10年3月3日総理府告示第8号、平成10年4月1日施行）。

### 年表
- 1956年（昭和31年）7月10日：東長島村から東町へ町制施行
- 1956年（昭和31年）7月31日：大火により88棟焼失、損害額2173万円
- 1966年（昭和41年）7月：幣串～伊唐～宮之浦間に新生丸（5トン）就航
- 1967年（昭和42年）8月：長島大干ばつ
- 1971年（昭和46年）
  - 7月23日：集中豪雨
  - 9月13日：台風17号が接近。風にあおられたパナマ船籍の貨物船が島南東端の岩礁して重油が流出した[2]。
- 1972年（昭和47年）6月27日：集中豪雨
- 1973年（昭和48年）3月20日：米之津～伊唐～獅子島～大門間に南国交通株式会社の第18長水丸（53トン）就航
- 1974年（昭和49年）4月9日：黒之瀬戸大橋開通、黒之浜～瀬戸間の県営渡船廃止
- 1982年（昭和57年）7月24日：集中豪雨
- 1986年（昭和61年）7月：伊唐大橋の海底ボーリング調査を開始
- 1989年（平成元年）1月：伊唐大橋建設起工
- 1990年（平成2年）3月：伊唐小学校新校舎完成
- 1993年（平成5年）8月17日：伊唐島アイランドセンター完成
- 1996年（平成8年）8月2日：伊唐大橋開通
- 1997年（平成9年）1月14日：乗合バス運行開始
- 1997年（平成9年）2月16日：伊唐地区消防防災センター完成
- 1998年（平成10年）4月1日：離島振興対策実施地域の指定解除
- 1998年（平成10年）5月15日：伊唐地区県営農地開発事業竣工
- 2000年（平成12年）11月5日：伊唐大橋にて「第1回あづまぶりッジマラソン大会」を開催
- 2006年（平成18年）3月20日：東町と長島町が対等合併し、新「長島町」誕生

### 産業
農業
じゃがいも、サツマイモ、絹さやえんどう、グリーンピース等々の生産や、養豚、育牛などの畜産業。
漁業
鯛やハマチ、鰤などの養殖や、定置網、アオサの収穫等。

## 教育

### 小学校
長島町立伊唐小学校
〒899-1401長島町鷹巣4263番地

## 交通
長島町営バス「長島マンダリン号」
島と町の中心部を結ぶ路線バス。伊唐大橋の開通により、平成9年1月14日から運行が開始された。島内のバス停は、「伊唐港入口」及び「伊唐港」の2箇所。
連絡船「新生丸」
伊唐大橋が開通するまで、伊唐港と宮之浦港との間に運航されていた連絡船。朝7時から夕方5時まで、一日5往復運航していた。所要時間は片道20分で、運賃は人が170円、車が1,000円であった。悪天候時を除く年中運航で、緊急時は臨時便も運航されていた。